# Pseudohydromys patriciae
Pseudohydromys patriciae és una espècie de mamífer rosegador de la família dels múrids. És endèmic de Nova Guinea.

## Descripció
És un rosegador de petites dimensions, amb una llargada de cap i cos de 99-100 mm, la cua de 85-86 mm, una llargada del peu de 20-21 mm, una llargada de les orelles d'11,6-12 mm i un pes de fins a 24 g.
Les parts superiors són de color gris marronós clar. Les vibrisses són curtes i els ulls petits. Les parts ventrals tenen un to marronós clar i una taca blanquinosa que travessa el mig de la gola fins al ventre. El revers de les potes és clar i cobert de petits pèls argentats. La cua és més curta que el cap i el cos i uniformement clara. Hi ha 13 anells d'escates per centímetre. Les femelles tenen un sol parell de mamelles inguinals. Les urpes són blanques.

## Biologia

### Comportament
És una espècie terrestre.

## Distribució i hàbitat
Aquesta espècie és coneguda a partir de només dos exemplars, que foren capturats prop del llac Habbema, a la part occidental de la serralada central de Papua Nova Guinea.
Viu als boscos molsosos de montà a uns 2.800 metres d'altitud.

## Estat de conservació
Com que fou descoberta fa poc, l'estat de conservació d'aquesta espècie encara no ha estat avaluat formalment.